# Людовик II де Блуа-Шатильон
Людовик II (фр. Louis II de Blois-Châtillon, ок. 1344 — 1372) — граф Блуа и Дюнуа с 1346 года.

## Биография
Старший сын графа Людовика I де Блуа-Шатильон, погибшего в 1346 году в битве при Креси, и его жены Жанны де Бомон.
До совершеннолетия находился под опекой матери, вышедшей замуж за намюрского графа Гильома I, а после её смерти (1350) — под опекой отчима.
В 1367 году продал графство Суассон Ангеррану VII де Куси, чтобы выкупить брата Ги, находившегося в Англии в заложниках после битвы при Пуатье (с 1360 года — по миру в Бретиньи).
Людовик II умер в 1372 году в возрасте около 27 лет. Женат он не был и потомства не оставил. Его владения наследовали братья: Жан — графство Блуа и сеньорию Авен, Ги — сеньории Ле Нувьен, Шимэ, Фюмэ и Ревен.